# SimCity
|  | Aquest article tracta sobre la saga de videojocs. Vegeu-ne altres significats a «SimCity Classic». |

SimCity és una sèrie de videojocs llançada el 1989 per Will Wright i desenvolupada per Maxis, que va ser venut a Electronic Arts el 1997. És un videojoc de construcció de ciutats amb un ampli sentit d'urbanisme. Volia crear un joc diferent dels jocs d'acció molt populars aleshores, alhora més complex i relaxat. El conjunt de videojocs SimCity foren els més venuts de Maxis fins a l'aparició de The Sims el 2000.
La primera versió, avui coneguda com a SimCity Classic va ser el començament de tot una sèrie de noves versions i extensions

## Versions
- SimCity (reanomenat SimCity Classic i amb la versió lliure Micropolis) (1989)[5]
- SimCity 2000 (1994)
  - SimCity 2000 Special Edition (1995)
  - SimCity 2000 Network Edition (1996)
  - SimCity 2000 per a PlayStation i Nintendo 64 (1997)
- SimCity 3000 (1999)
  - SimCity 3000 Unlimited (2000)
  - SimCity 64 (versió per a la Nintendo 64DD) (2000)
  - SimCity 4 (2003)
  - SimCity 4: Rush Hour (2003)
  - SimCity 4: Deluxe Edition (2003)
- SimCity DS (per a la Nintendo DS) (2007)
- SimCity Societies (2007)
  - SimCity Societies: Destinations (2008)
  - SimCity Societies: Deluxe Edition (2008)
- SimCity Creator (versió per a Nintendo DS i Wii) (2008)
- SimCity (2013)

## En les arts
El joc va inspirar la triologia teatral City/SimCity de Jordi Casanovas, llançat el 2006 a la sala Becket de Barcelona.